# فريديريك بيير
فريديريك بيير هو لاعب كرة قدم بلجيكي في مركز الوسط، ولد في 23 فبراير 1974 في نامور في بلجيكا. شارك مع منتخب بلجيكا لكرة القدم. أما مع النوادي، فقد لعب مع بيرسخوت إيه سي وبيفيرين ورويال أندرلخت وريسنغ وايت ديرنغ مولنبيك وستاندارد لييج ونادي موسكرون ونادي يوبين ونيم أولمبيك ويونيفرسيتاتيا كرايوفا.

## وصلات خارجية
- فريديريك بيير على موقع الاتحاد البلجيكي (الإنجليزية)
- فريديريك بيير على موقع قاعدة بيانات كرة القدم.إي يو (الإنجليزية)
- فريديريك بيير على موقع ناشيونال فوتبول تيمز (الإنجليزية)